# Kościół św. Mikołaja Biskupa w Dubinie
Kościół św. Mikołaja Biskupa w Dubinie – rzymskokatolicki kościół parafialny we wsi Dubin, w powiecie rawickim. Należy do dekanatu jutrosińskiego.
Świątynia została wybudowana w latach 1938–1939 z cegły w stylu neoromańskim według projektu poznańskiego architekta Franciszka Morawskiego na miejscu drewnianej budowli pod wezwaniem Wniebowzięcia Najświętszej Maryi Panny i św. Mikołaja z około 1600 roku, ufundowanej przez miejscową dziedziczkę, Barbarę z Sielca Jastrzębską, spalonej w 1936. Kościół posiada wieżę oraz jasne i przestronne wnętrze. W ołtarzu głównym jest umieszczona rzeźba św. Mikołaja.
Na dubińskiej budowli są wzorowane: kościół św. Rocha w Poznaniu, kościół Najświętszego Serca Pana Jezusa w Gorzycach Wielkich, kościół św. Antoniego Padewskiego w Ostrowie Wielkopolskim i kościół św. Mikołaja w Mosinie zaprojektowane przez tego samego architekta.